# Saudi-Arabiens Grand Prix 2023
Saudi-Arabiens Grand Prix 2023 (officielt navn: Formula 1 STC Saudi Arabian Grand Prix 2023) var et Formel 1-løb, som blev kørt den 19. marts 2023 på Jeddah Corniche Circuit i Jeddah, Saudi-Arabien. Det var det andet løb i Formel 1-sæsonen 2023.

## Kvalifikation
| Pos.               | Nr. | Kører             | Konstruktør                  | Del 1    | Del 2    | Del 3    | Grid |
| ------------------ | --- | ----------------- | ---------------------------- | -------- | -------- | -------- | ---- |
| 1                  | 11  | Sergio Pérez      | Red Bull Racing-Honda RBPT   | 1.29,244 | 1.28,635 | 1.28,265 | 1    |
| 2                  | 16  | Charles Leclerc   | Ferrari                      | 1.29,376 | 1.28,903 | 1.28,420 | 121  |
| 3                  | 14  | Fernando Alonso   | Aston Martin Aramco-Mercedes | 1.29,298 | 1.28,757 | 1.28,730 | 2    |
| 4                  | 63  | George Russell    | Mercedes                     | 1.29,592 | 1.29,132 | 1.28,857 | 3    |
| 5                  | 55  | Carlos Sainz, Jr. | Ferrari                      | 1.29,411 | 1.28,957 | 1.28,931 | 4    |
| 6                  | 18  | Lance Stroll      | Aston Martin Aramco-Mercedes | 1.29,335 | 1.28,962 | 1.28,945 | 5    |
| 7                  | 31  | Esteban Ocon      | Alpine-Renault               | 1.29,707 | 1.29,255 | 1.29,078 | 6    |
| 8                  | 44  | Lewis Hamilton    | Mercedes                     | 1.29,689 | 1.29,374 | 1.29,223 | 7    |
| 9                  | 81  | Oscar Piastri     | McLaren-Mercedes             | 1.29,706 | 1.29,378 | 1.29,243 | 8    |
| 10                 | 10  | Pierre Gasly      | Alpine-Renault               | 1.29,890 | 1.29,411 | 1.29,357 | 9    |
| 11                 | 27  | Nico Hülkenberg   | Haas-Ferrari                 | 1.29,547 | 1.29,451 | N/A      | 10   |
| 12                 | 24  | Zhou Guanyu       | Alfa Romeo-Ferrari           | 1.29,654 | 1.29,461 | N/A      | 11   |
| 13                 | 20  | Kevin Magnussen   | Haas-Ferrari                 | 1.29,744 | 1.29,634 | N/A      | 13   |
| 14                 | 77  | Valtteri Bottas   | Alfa Romeo-Ferrari           | 1.29,929 | 1.29,668 | N/A      | 14   |
| 15                 | 1   | Max Verstappen    | Red Bull Racing-Honda RBPT   | 1.28,761 | 1.49,953 | N/A      | 15   |
| 16                 | 22  | Yuki Tsunoda      | AlphaTauri-Honda RBPT        | 1.29,939 | N/A      | N/A      | 16   |
| 17                 | 23  | Alexander Albon   | Williams-Mercedes            | 1.29,994 | N/A      | N/A      | 17   |
| 18                 | 21  | Nyck de Vries     | AlphaTauri-Honda RBPT        | 1.30,244 | N/A      | N/A      | 18   |
| 19                 | 4   | Lando Norris      | McLaren-Mercedes             | 1.30,447 | N/A      | N/A      | 19   |
| 107%-tid: 1.34,974 |     |                   |                              |          |          |          |      |
| –                  | 2   | Logan Sargeant    | Williams-Mercedes            | 2.08,510 | N/A      | N/A      | 202  |
| Kilde:             |     |                   |                              |          |          |          |      |

Noter:
↑1 - Charles Leclerc fik en 10-plads straf for at erstatte et elektronisk element i sin bil.
↑2 - Logan Sargeant lykkedes ikke at sætte en tid indenfor 107%-reglen, men fik lov til at køre af stewardsene.

## Resultat
| Pos.                                                               | Nr. | Kører             | Konstruktør                  | Omgange | Tid/Udgået  | Startpos. | Point |
| ------------------------------------------------------------------ | --- | ----------------- | ---------------------------- | ------- | ----------- | --------- | ----- |
| 1                                                                  | 11  | Sergio Pérez      | Red Bull Racing-Honda RBPT   | 50      | 1:21.14,894 | 1         | 25    |
| 2                                                                  | 1   | Max Verstappen    | Red Bull Racing-Honda RBPT   | 50      | +5,355      | 15        | 191   |
| 3                                                                  | 14  | Fernando Alonso   | Aston Martin Aramco-Mercedes | 50      | +20,728     | 2         | 15    |
| 4                                                                  | 63  | George Russell    | Mercedes                     | 50      | +25,866     | 3         | 12    |
| 5                                                                  | 44  | Lewis Hamilton    | Mercedes                     | 50      | +31,065     | 7         | 10    |
| 6                                                                  | 55  | Carlos Sainz, Jr. | Ferrari                      | 50      | +35,876     | 4         | 8     |
| 7                                                                  | 16  | Charles Leclerc   | Ferrari                      | 50      | +43,162     | 12        | 6     |
| 8                                                                  | 31  | Esteban Ocon      | Alpine-Renault               | 50      | +52,832     | 6         | 4     |
| 9                                                                  | 10  | Pierre Gasly      | Alpine-Renault               | 50      | +54,747     | 9         | 2     |
| 10                                                                 | 20  | Kevin Magnussen   | Haas-Ferrari                 | 50      | +1.04,826   | 13        | 1     |
| 11                                                                 | 22  | Yuki Tsunoda      | AlphaTauri-Honda RBPT        | 50      | +1.07,494   | 16        |       |
| 12                                                                 | 27  | Nico Hülkenberg   | Haas-Ferrari                 | 50      | +1.10,588   | 10        |       |
| 13                                                                 | 24  | Zhou Guanyu       | Alfa Romeo-Ferrari           | 50      | +1.16,060   | 11        |       |
| 14                                                                 | 21  | Nyck de Vries     | AlphaTauri-Honda RBPT        | 50      | +1.17,478   | 18        |       |
| 15                                                                 | 81  | Oscar Piastri     | McLaren-Mercedes             | 50      | +1.25,021   | 8         |       |
| 16                                                                 | 2   | Logan Sargeant    | Williams-Mercedes            | 50      | +1.26,293   | 20        |       |
| 17                                                                 | 4   | Lando Norris      | McLaren-Mercedes             | 50      | +1.26,445   | 19        |       |
| 18                                                                 | 77  | Valtteri Bottas   | Alfa Romeo-Ferrari           | 49      | +1 omgang   | 14        |       |
| Ret                                                                | 23  | Alexander Albon   | Williams-Mercedes            | 27      | Bremser     | 17        |       |
| Ret                                                                | 18  | Lance Stroll      | Aston Martin Aramco-Mercedes | 16      | Motor       | 5         |       |
| Hurtigste omgang: Max Verstappen (Red Bull) - 1.31,906 (omgang 50) |     |                   |                              |         |             |           |       |
| Kilde:                                                             |     |                   |                              |         |             |           |       |

Noter:
↑1 - Inkluderer point for hurtigste omgang.

## Stilling i mesterskaberne efter løbet
| Pos. | Kører            | Point |
| ---- | ---------------- | ----- |
| 1    | Max Verstappen   | 44    |
| 2    | Sergio Pérez     | 43    |
| 3    | Fernando Alonso  | 30    |
| 4    | Carlos Sainz Jr. | 20    |
| 5    | Lewis Hamilton   | 20    |

| Pos. | Konstruktør           | Point |
| ---- | --------------------- | ----- |
| 1    | Red Bull-Honda RBPT   | 87    |
| 2    | Aston Martin-Mercedes | 38    |
| 3    | Mercedes              | 38    |
| 4    | Ferrari               | 26    |
| 5    | Alpine-Renault        | 8     |